# 1992-es wimbledoni teniszbajnokság
Az 1992-es wimbledoni teniszbajnokság az év harmadik Grand Slam-tornája, a wimbledoni teniszbajnokság 106. kiadása volt, amelyet június 22–július 5. között rendeztek meg. A férfiaknál az amerikai Andre Agassi, nőknél a német Steffi Graf nyert.

## Döntők

### Férfi egyes
Andre Agassi -  Goran Ivanišević 6-7(8-10) 6-4 6-4 1-6 6-4

### Női egyes
Steffi Graf -  Szeles Mónika  6-2 6-1

### Férfi páros
John McEnroe /  Michael Stich -  Jim Grabb /  Richey Reneberg 5-7 7-6(7-5) 3-6 7-6(7-5) 19-17

### Női páros
Gigi Fernández /  Natallja Zverava -  Larisa Neiland /  Jana Novotná 6-4 6-1

### Vegyes páros
Cyril Suk /  Larisa Neiland -  Jacco Eltingh /  Miriam Oremans 7-6(7-2) 6-2

## Juniorok

### Fiú egyéni
David Škoch –  Brian Dunn 6–4, 6–3

### Lány egyéni
Chanda Rubin –  Laurence Courtois 6–2, 7–5

### Fiú páros
Steven Baldas /  Scott Draper –  Mahes Bhúpati /  Nitin Kirtane 6–1, 4–6, 9–7

### Lány páros
Maija Avotins /  Lisa McShea –  Pam Nelson /  Julie Steven 2–6, 6–4, 6–3